# Войсковой транспорт

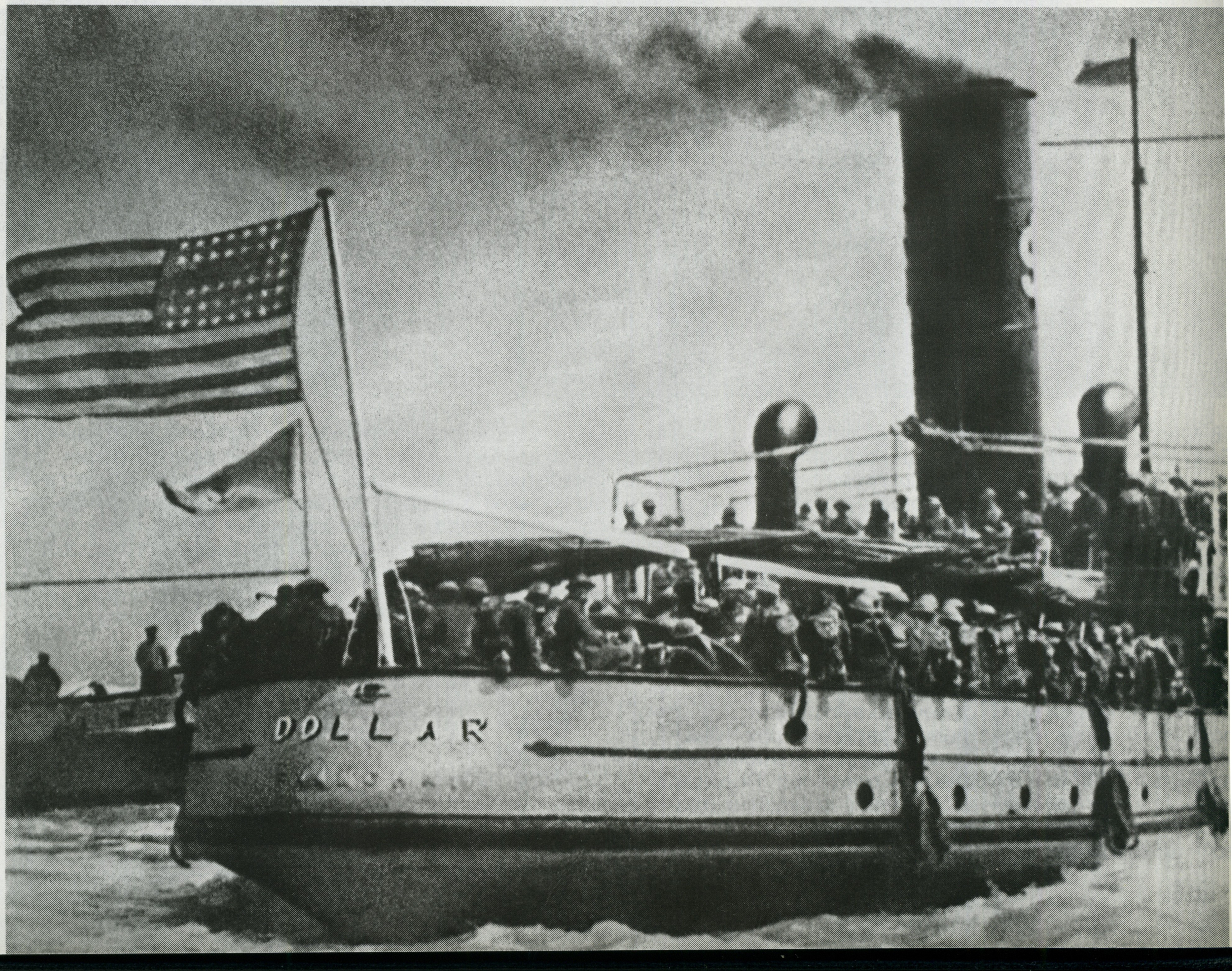
Войсковой транспорт США «Доллар» в Китае, 1927

Войсковой транспорт — переоборудованное или специально построенное судно, предназначенное для перевозки воинских частей и военного снаряжения. 
История войсковых транспортов восходит к специализированным греческим судам для перевозки пехотинцев — гоплитагагосам. Войсковые транспорты активно применялись в ходе Первой и Второй мировых войн, особенно Великобританией, её доминионами и США. Основными требованиями к войсковым транспортам были быстроходность и пригодность для перевозки пассажиров — этим критериям наиболее полно отвечали переоборудованные пассажирские лайнеры, такие как, например, «Аквитания», «Мавритания», «Олимпик», «Куин Мэри».
В связи с отсутствием больших перевозок войск по морю, развитием авиации и специализированных десантных кораблей применение войсковых транспортов в основном прекратилось. Однако в 1982 году Великобританией были реквизированы и на время Фолклендской войны переоборудованы в войсковые транспорты лайнеры SS Canberra, RMS Queen Elizabeth 2, и паром Nordic Ferry.